# Disconeura inexpectata
Disconeura inexpectata là một loài bướm đêm thuộc phân họ Arctiinae, họ Erebidae.